# Beatrice di Borbone-Spagna
Beatrice di Borbone-Spagna (nome completo: Beatriz Isabel Federica Alfonsa Eugenia Cristina María Teresa Bienvenida Ladislàa de Borbón-España y Battenberg; La Granja de San Ildefonso, 22 giugno 1909 – Roma, 22 novembre 2002) fu Infanta di Spagna in quanto figlia del re Alfonso XIII di Spagna e della regina Vittoria Eugenia di Battenberg. Per matrimonio divenne principessa consorte di Civitella-Cesi.

## Biografia

### Giovinezza
Beatrice di Borbone nacque il 22 giugno 1909 nel Palazzo Reale della Granja de San Ildefonso, prima figlia femmina del re Alfonso XIII di Spagna e della moglie, la regina Vittoria Eugenia di Battenberg; l'Infanta spagnola apparteneva alla dinastia dei Borbone-Spagna, discendendo per via materna dalla regina Vittoria, in quanto la madre era la figlia di Beatrice di Sassonia-Coburgo-Gotha. Beatriz aveva quattro fratelli, Alfonso, Giacomo Enrico, Giovanni e Gonzalo, e una sorella, Maria Cristina.

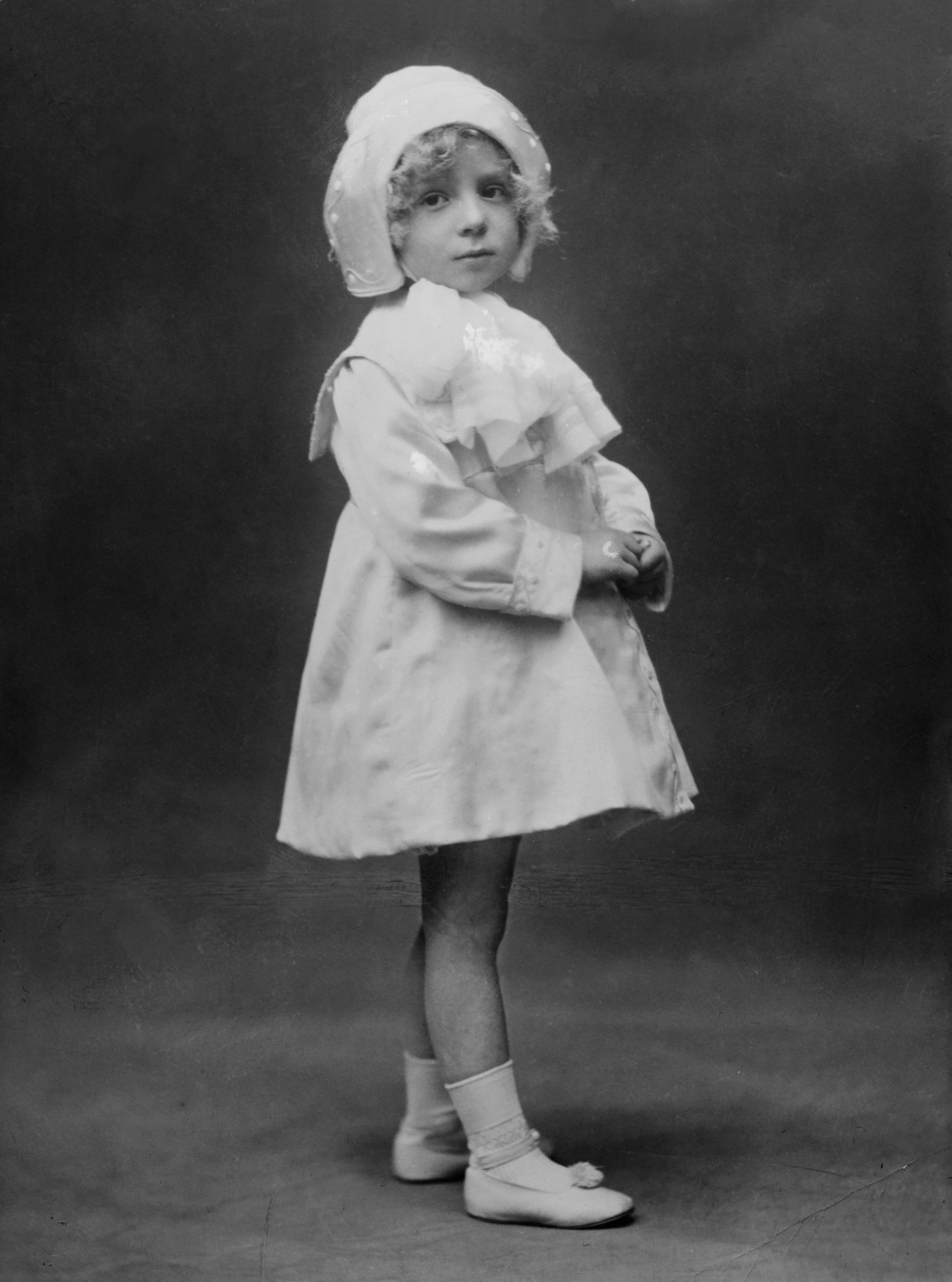
Beatriz nel 1912 circa.

L'infanta era conosciuta in famiglia come Baby; il suo nome lo si deve alla nonna materna, Beatrice di Battenberg . Trascorse l'infanzia e l'adolescenza nel Palazzo reale, a Madrid, dove completò gli studi sotto la guida di precettori. Assieme alla sorella Maria Cristina, imparò a suonare il piano con Carolina Peczenik ed il ballo con Marguerite Vacani, professoressa di danza della futura Elisabetta II e della sorella, la principessa Margaret . Nel 1928 il transatlantico "Infanta Beatriz" fu chiamato così in suo onore.

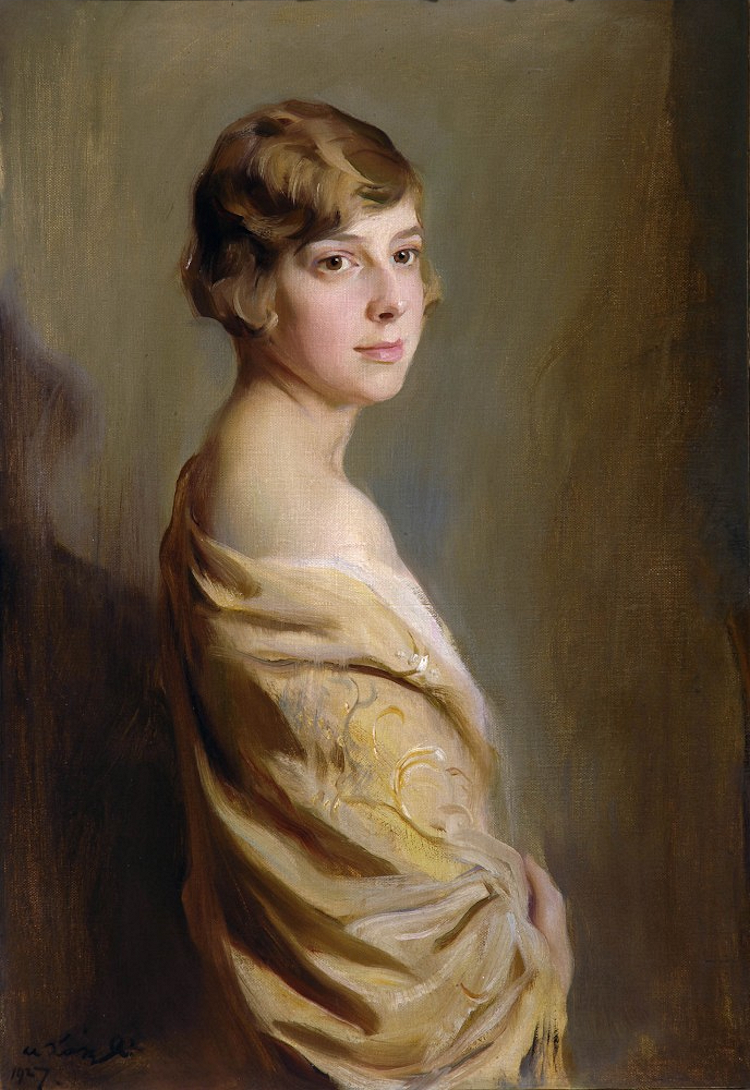
Beatrice di Borbone-Spagna.

Nel 1931 la monarchia fu abolita e venne proclamata la repubblica, così la famiglia reale dovete partire per l'esilio. Beatrice visse per un breve periodo a Fontainebleau, per poi recarsi a Roma, dove viveva anche il padre, re Alfonso XIII. Il 14 gennaio 1935 sposò nella Basilica di Santa Maria in Trastevere, Alessandro Torlonia, principe di Civitella-Cesi. Dopo il matrimonio, i coniugi presero residenza a Palazzo Núñez-Torlonia, in via Bocca di Leone, a Roma, dove l'Infanta morì nel 2002. Dall'unione nacquero quattro figli: Sandra, Marco, Marino e Olimpia .

### Morte
L'Infanta Beatrice morì a Roma il 22 novembre 2002, una delle ultime pronipoti della regina Vittoria.

## Discendenza
Beatrice ed Alessandro ebbero quattro figli, undici nipoti e diciannove pronipoti:
- Sandra Vittoria (14 febbraio 1936 - 31 dicembre 2014); sposò il conte Clemente Lequio di Assaba (1925 - 1971)  il 20 giugno 1958. Ebbero due figli:
  - Alessandro Lequio, conte di Assaba (17 giugno 1960); sposò Antonia Dell’Atte il 12 ottobre 1987 e divorziarono nel 1991. Hanno avuto un figlio. Si risposò con María Palacios Milla il 15 novembre 2008 ed hanno avuto una figlia. Ha avuto anche un figlio illegittimo con Ana Obregón.
  - Desideria Lequio, contessa di Assaba (19 settembre 1962); sposò il conte Oddone Tournon l'11 settembre 1986. Hanno avuto due figli:
- Marco Torlonia, VI principe di Civitella-Cesi (2 luglio 1937 - 5 dicembre 2014); sposò Orsetta Caracciolo di Castagneto (1940 - 1968), poi Philippa McDonald (1942) e poi Blažena Svitáková (1940);
- Marino Riccardo Francesco Giuseppe (13 dicembre 1939 - 28 dicembre 1995); morì scapolo e con prole illegittima;
- Olimpia Emanuela Enrichetta Maria (27 dicembre 1943); sposò Paul-Annik Weiller (1933 - 1998); hanno avuto sei figli, fra cui Sibilla, moglie del principe Guglielmo di Lussemburgo.

## Ascendenza
|                                    |                    |                                       | Genitori                                   |  |  | Nonni |  |  | Bisnonni                             |  |  | Trisnonni                            |  |
|                                    |                    |                                       |                                            |  |  |       |  |  | Francesco d'Assisi di Borbone-Spagna |  |  | Francesco di Paola di Borbone-Spagna |  |
|                                    |                    |                                       |                                            |  |  |       |  |  | Francesco d'Assisi di Borbone-Spagna |  |  | Francesco di Paola di Borbone-Spagna |  |
|                                    |                    | Luisa Carlotta di Borbone-Due Sicilie |                                            |  |  |       |  |  | Francesco d'Assisi di Borbone-Spagna |  |  |                                      |  |
| Alfonso XII di Spagna              |                    |                                       |                                            |  |  |       |  |  | Francesco d'Assisi di Borbone-Spagna |  |  |                                      |  |
|                                    |                    | Isabella II di Spagna                 | Ferdinando VII di Spagna                   |  |  |       |  |  |                                      |  |  |                                      |  |
|                                    |                    | Isabella II di Spagna                 | Ferdinando VII di Spagna                   |  |  |       |  |  |                                      |  |  |                                      |  |
|                                    |                    | Isabella II di Spagna                 | Maria Cristina di Borbone-Due Sicilie      |  |  |       |  |  |                                      |  |  |                                      |  |
| Alfonso XIII di Spagna             |                    | Isabella II di Spagna                 |                                            |  |  |       |  |  |                                      |  |  |                                      |  |
|                                    |                    | Carlo Ferdinando d'Asburgo-Teschen    | Carlo d'Asburgo-Teschen                    |  |  |       |  |  |                                      |  |  |                                      |  |
|                                    |                    | Carlo Ferdinando d'Asburgo-Teschen    | Carlo d'Asburgo-Teschen                    |  |  |       |  |  |                                      |  |  |                                      |  |
|                                    |                    | Carlo Ferdinando d'Asburgo-Teschen    | Enrichetta di Nassau-Weilburg              |  |  |       |  |  |                                      |  |  |                                      |  |
| Maria Cristina d'Asburgo-Teschen   |                    | Carlo Ferdinando d'Asburgo-Teschen    |                                            |  |  |       |  |  |                                      |  |  |                                      |  |
|                                    |                    | Elisabetta Francesca d'Asburgo-Lorena | Giuseppe Antonio Giovanni d'Asburgo-Lorena |  |  |       |  |  |                                      |  |  |                                      |  |
|                                    |                    | Elisabetta Francesca d'Asburgo-Lorena | Giuseppe Antonio Giovanni d'Asburgo-Lorena |  |  |       |  |  |                                      |  |  |                                      |  |
|                                    |                    | Elisabetta Francesca d'Asburgo-Lorena | Maria Dorotea di Württemberg               |  |  |       |  |  |                                      |  |  |                                      |  |
| Infanta Beatrice di Borbone-Spagna |                    | Elisabetta Francesca d'Asburgo-Lorena |                                            |  |  |       |  |  |                                      |  |  |                                      |  |
|                                    | Alessandro d'Assia | Luigi II d'Assia                      |                                            |  |  |       |  |  |                                      |  |  |                                      |  |
|                                    | Alessandro d'Assia | Luigi II d'Assia                      |                                            |  |  |       |  |  |                                      |  |  |                                      |  |
|                                    | Alessandro d'Assia | Guglielmina di Baden                  |                                            |  |  |       |  |  |                                      |  |  |                                      |  |
| Enrico di Battenberg               | Alessandro d'Assia |                                       |                                            |  |  |       |  |  |                                      |  |  |                                      |  |
|                                    |                    | Julia von Hauke                       | Hans Moritz von Hauke                      |  |  |       |  |  |                                      |  |  |                                      |  |
|                                    |                    | Julia von Hauke                       | Hans Moritz von Hauke                      |  |  |       |  |  |                                      |  |  |                                      |  |
|                                    |                    | Julia von Hauke                       | Sophie Lafontaine                          |  |  |       |  |  |                                      |  |  |                                      |  |
| Vittoria Eugenia di Battenberg     |                    | Julia von Hauke                       |                                            |  |  |       |  |  |                                      |  |  |                                      |  |
|                                    |                    | Alberto di Sassonia-Coburgo-Gotha     | Ernesto I di Sassonia-Coburgo-Gotha        |  |  |       |  |  |                                      |  |  |                                      |  |
|                                    |                    | Alberto di Sassonia-Coburgo-Gotha     | Ernesto I di Sassonia-Coburgo-Gotha        |  |  |       |  |  |                                      |  |  |                                      |  |
|                                    |                    | Alberto di Sassonia-Coburgo-Gotha     | Luisa di Sassonia-Gotha-Altenburg          |  |  |       |  |  |                                      |  |  |                                      |  |
| Beatrice di Sassonia-Coburgo-Gotha |                    | Alberto di Sassonia-Coburgo-Gotha     |                                            |  |  |       |  |  |                                      |  |  |                                      |  |
|                                    |                    | Vittoria del Regno Unito              | Edoardo Augusto di Hannover                |  |  |       |  |  |                                      |  |  |                                      |  |
|                                    |                    | Vittoria del Regno Unito              | Edoardo Augusto di Hannover                |  |  |       |  |  |                                      |  |  |                                      |  |
|                                    |                    | Vittoria del Regno Unito              | Vittoria di Sassonia-Coburgo-Saalfeld      |  |  |       |  |  |                                      |  |  |                                      |  |
|                                    |                    | Vittoria del Regno Unito              |                                            |  |  |       |  |  |                                      |  |  |                                      |  |